# دائرة سيق
دائرة سيق هي إحدى دوائر ولاية معسكر الجزائرية.